# Puella Magi Madoka Magica - Parte 2 - La storia infinita
Puella Magi Madoka Magica - Parte 2 - La storia infinita (劇場版魔 法少女まどか☆マギカ 後編: 永遠の物語?, Gekijōban Mahō shōjo Madoka Magika - Kōhen: Eien no monogatari, letteralmente Puella Magi Madoka Magica - Il film - Parte II: La storia eterna), anche noto in Italia solo come Madoka Magica - Parte 2 - La storia infinita (titolo usato per la proiezione al San Marino Animæ Festival) o con il titolo Puella Magi Madoka Magica - La storia infinita (titolo usato per la proiezione al Lucca Comics & Games) e in vari Paesi con il titolo internazionale Puella Magi Madoka Magica the Movie Part 2: Eternal, è un film d'animazione del 2012 diretto da Akiyuki Shinbō e Yukihiro Miyamoto.
Il film è il secondo di una trilogia che ripercorre la trama della serie televisiva anime Puella Magi Madoka Magica trasmessa in Giappone nel 2011. Il primo ed il secondo film ripercorrono la trama della serie, mentre il terzo è un sequel alla storia originale.
Il primo film della serie è Puella Magi Madoka Magica - Parte 1 - L'inizio della storia, proiettato in Giappone dal 6 ottobre 2012, mentre il terzo è Puella Magi Madoka Magica - Parte 3 - La storia della ribellione, uscito il 26 ottobre 2013.

## Trama
Questo film corrisponde agli episodi dall'ottavo fino al dodicesimo e ultimo della serie televisiva.

## Colonna sonora
Sigla di apertura
- Luminous delle ClariS (stessa sigla di apertura del primo film, dello stesso gruppo della sigla di apertura della serie televisiva)

Sigla di chiusura
- Hikari furu (ひかりふる? "Cade la luce"), con le voci delle Kalafina (stesso gruppo della sigla di chiusura della serie televisiva), nata da un riarrangiamento di Sagitta luminis ("Freccia di luce" in latino), brano non cantato composto da Yuki Kajiura e presente nella colonna sonora della serie televisiva.[1]

Altri brani
- Magia [quattro] delle Kalafina (nuova versione della sigla finale della serie televisiva, Magia, usata anche come sigla di chiusura del primo film)[1]
- Connect (コネクト?, Konekuto) delle ClariS (usata anche come sigla di apertura della serie televisiva)

## Distribuzione
Il film è stato proiettato nelle sale giapponesi dal 13 ottobre 2012, ed è stato annunciato che entro la fine del 2012 avrebbe avuto proiezioni in diciotto città di otto diverse nazioni: Italia, San Marino, Stati Uniti d'America, Francia, Corea del Sud, Taiwan, Hong Kong e Singapore. Il film è stato proiettato insieme al primo in lingua originale con sottotitoli in italiano al San Marino Animæ Festival di Città di San Marino ogni giorno dal 7 al 9 dicembre 2012 con il titolo di Madoka Magica - Parte 2 - La storia infinita. Per le proiezioni internazionali sono stati utilizzati dei poster in cui si vedono le cinque protagoniste e Kyubey nella stessa posizione ma su sfondi diversi che riproducono un monumento o un panorama della città. La proiezione in Italia è avvenuta solo nel 2013, a differenza di quanto annunciato: è stato proiettato il 31 ottobre 2013 al Lucca Comics & Games a cura della Dynit, sempre in lingua originale con sottotitoli in italiano, con il titolo di Puella Magi Madoka Magica - La storia infinita. Dynit ha pubblicato il film in Italia anche per l'home video il 18 dicembre 2013, con il titolo Puella Magi Madoka Magica - Parte 2 - La storia infinita, in tre edizioni, tutte contenenti anche il doppiaggio in italiano: una in Blu-ray Disc, una in DVD e un'edizione limitata contenente sia il Blu-Ray Disc che il DVD insieme al Blu-Ray Disc e al DVD del primo film della trilogia e ad un CD contenente la colonna sonora.

## Accoglienza
Il film ha incassato, durante il primo weekend (13-14 ottobre 2012), 171 622 400 yen, piazzandosi al secondo posto nella classifica dei film più visti. Ha ottenuto così un risultato migliore di quello del primo film, piazzatosi solo al settimo posto con 138 923 201 yen. Nel weekend successivo, il 20-21 ottobre 2012, il film si è classificato nono nella classifica dei più visti, con un pubblico compreso per la maggior parte tra i dieci e i quarant'anni di età e per il 70% di sesso maschile, e incassando 55 031 600 yen. L'incasso totale al 21 ottobre era di 319 672 600 yen. Ancora all'inizio di novembre 2012 aumentava il numero di cinema che proiettavano il film.